# Vestiges archéologiques du Clos de la Lombarde
Les vestiges archéologiques du Clos de la Lombarde sont un ensemble de vestiges pour la plupart gallo-romains découvert lors de fouilles archéologiques dans la ville de Narbonne. Les fouilles ont notamment permis de mettre au jour un ensemble exceptionnel de mosaïques et de peintures murales, qui ont valu le classement du site au titre des monuments historiques depuis 2007.

## Localisation
Le site du Clos de la Lombarde se trouve au 28 rue Chanzy à Narbonne, à côté du cimetière de Cité, situé non-loin de la gare SNCF.

## Historique
Des indices d'occupation ancienne sont découverts dès le début du XXe siècle. Le propriétaire du terrain de l'époque, Donnadieu, fait creuser un puits en octobre 1910. Deux sarcophages sont alors découverts.
Au début des années 1970, le ministère des Finances achète un grand terrain cultivé en vignes pour y construire un hôtel des impôts. En 1973, des fouilles préventives permettent de découvrir des fragments de peintures et de mosaïques antiques du Ier et IIe siècles, ainsi que la présence d'une basilique paléochrétienne de la fin du IVe et Ve siècles. En raison de l'intérêt du site, le ministère des Finances cède le terrain au ministère de la Culture. Des fouilles commencent dès l'année suivante, en 1974. Plusieurs campagnes s'enchaîneront, réalisées par le Groupe de Recherches Archéologiques du Narbonnais. Le site se révèle être un quartier résidentiel composé de plusieurs domus, de rues, d'ateliers d'artisans et de thermes de quartier,.

## Description du site
Un premier îlot a été entièrement dégagé sur 90 m de long et 23,5 m de large. Il est composé de deux grandes domus : la Maison à Portiques et la Maison au Grand Triclinium ainsi qu'une partie de thermes dont le reste du bâtiment se trouve sous le cimetière. Près des thermes, un ancien atelier de salaison est présent. Les maisons et les thermes sont abandonnées durant le IIIe siècle. À la fin du IVe siècle, une basilique paléochrétienne est construite sur une partie de la Maison à Portiques. Elle est abandonnée moins d'un siècle plus tard.
Une des raisons avancées pour expliquer l'abandon du site pendant le IIIe siècle serait l'insécurité. Des invasions barbares entre 250 et 260 auraient pu pousser les habitants à abandonner les maisons extra-muros pour se réfugier derrière les remparts de la ville.

### La Maison à Portiques
La Maison à Portiques est la première maison du site fouillée en 1973.
Construite sur une surface de 975 m2 (41,5 m x 23,5 m) à la fin du Ier siècle av. J.-C., c'est une maison dont trois côtés donnent sur une voie publique. Inspirée par les maisons de Pompéi, elle est composée d'un atrium et d'un péristyle. Dans le triclinium est découverte la fresque au génie.
- [vidéo] Restitution 3D de la Maison à portiques du Clos Lombarde (Narbonne) sur YouTube

Maison à Portiques
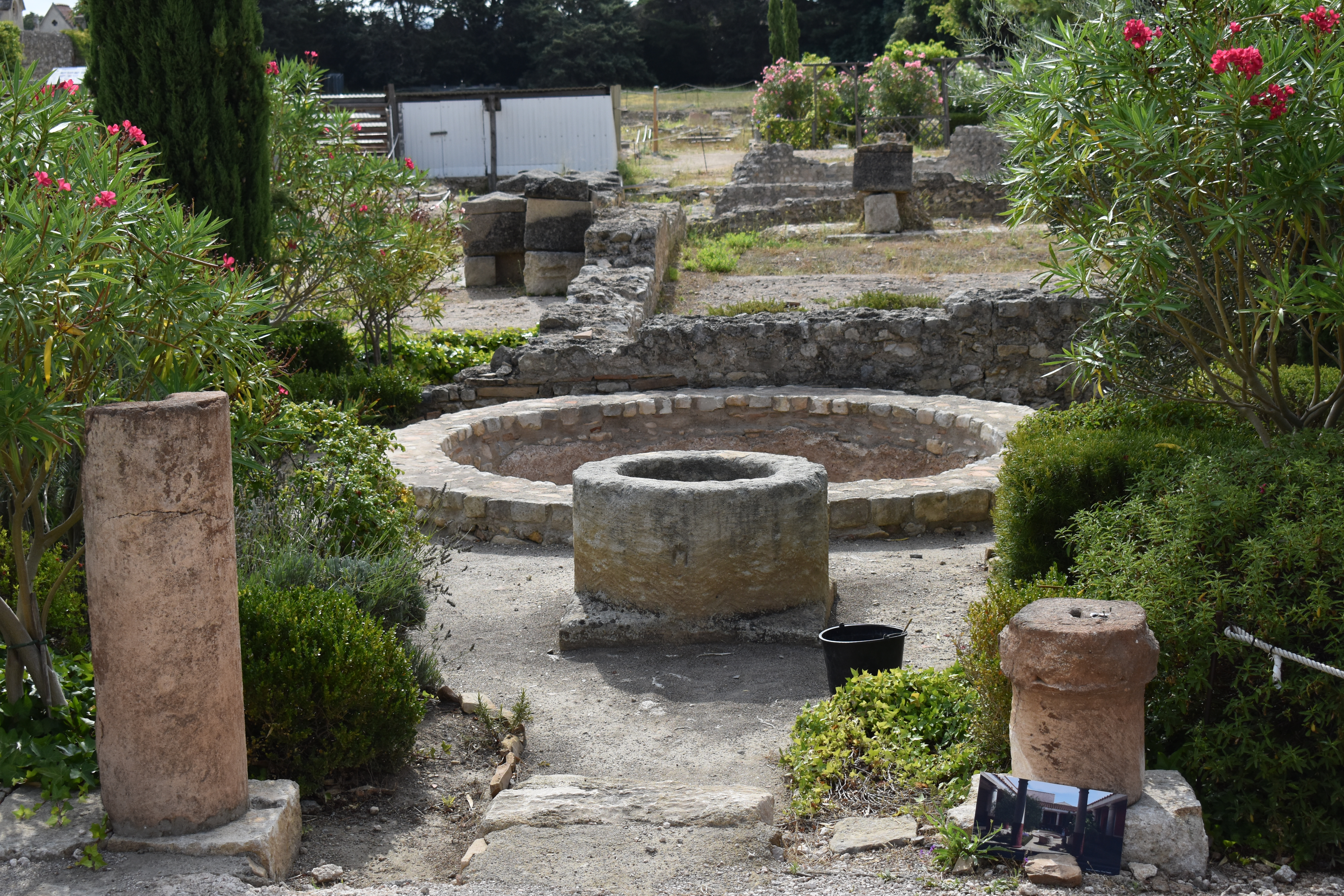
Le jardin avec son puits et son bassin (un vivier).
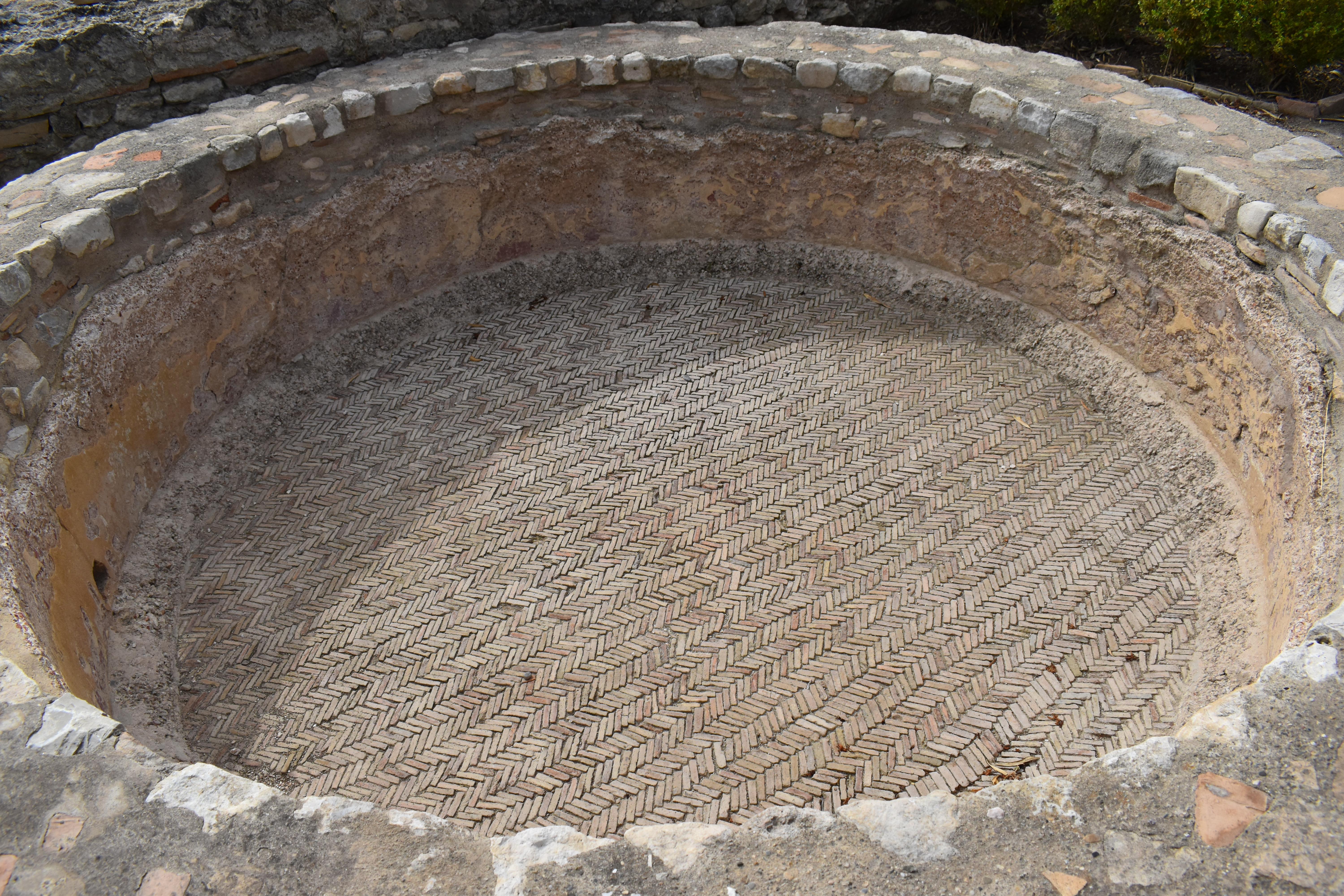
Détail du vivier avec son sol composé de briquettes en opus spicatum.
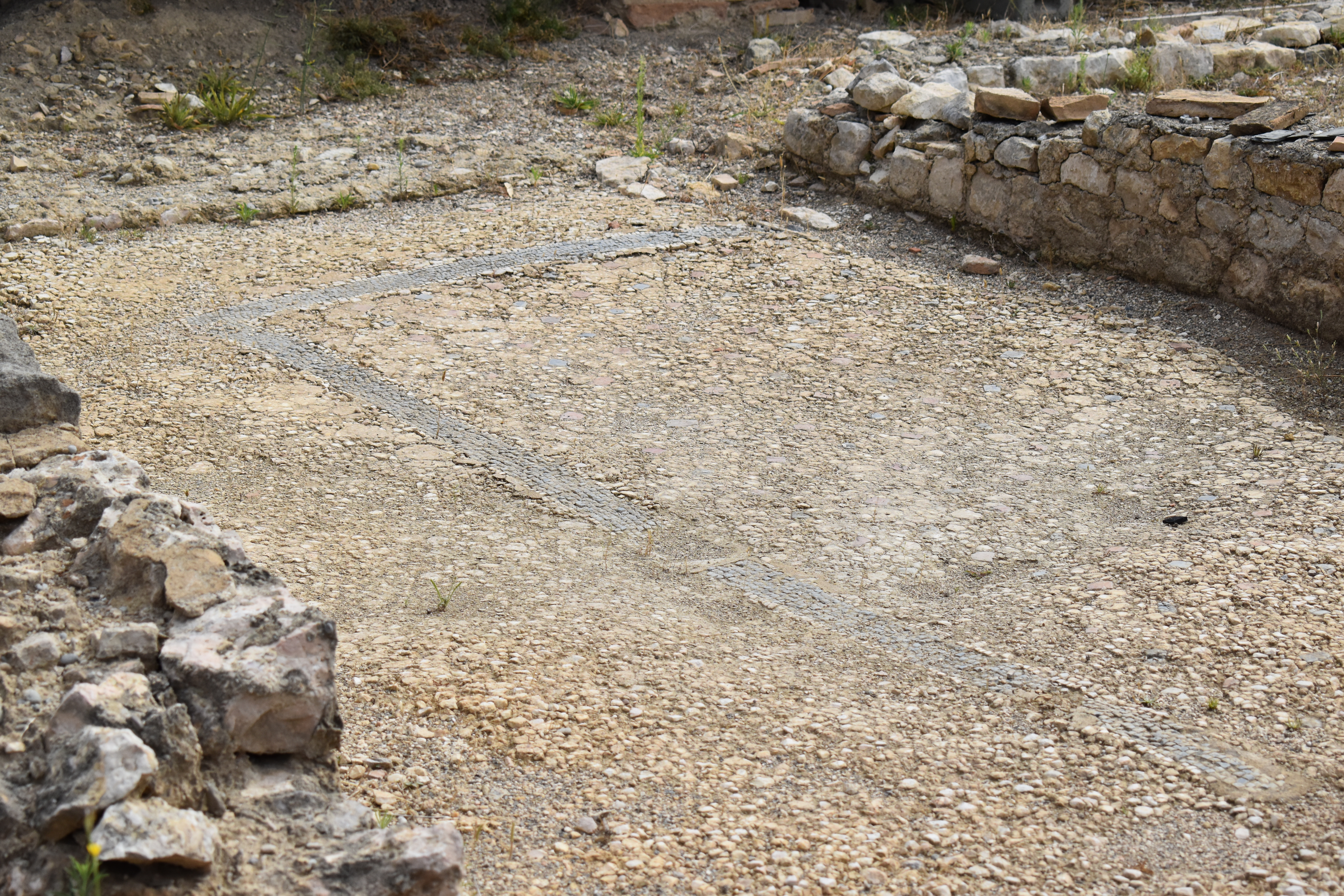
Détail du sol d'une des salles.
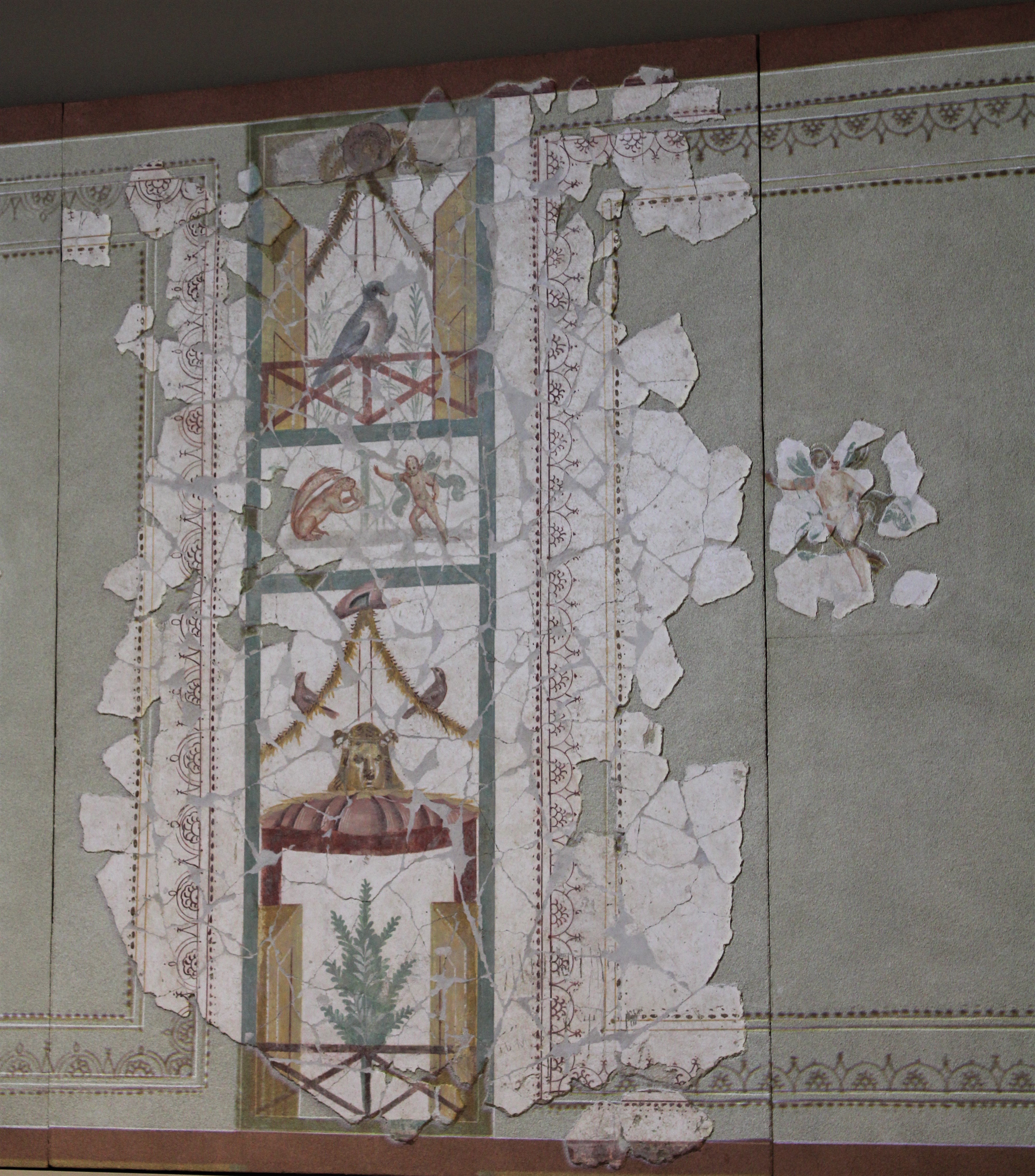
Élément de fresque retrouvé dans la pièce D.
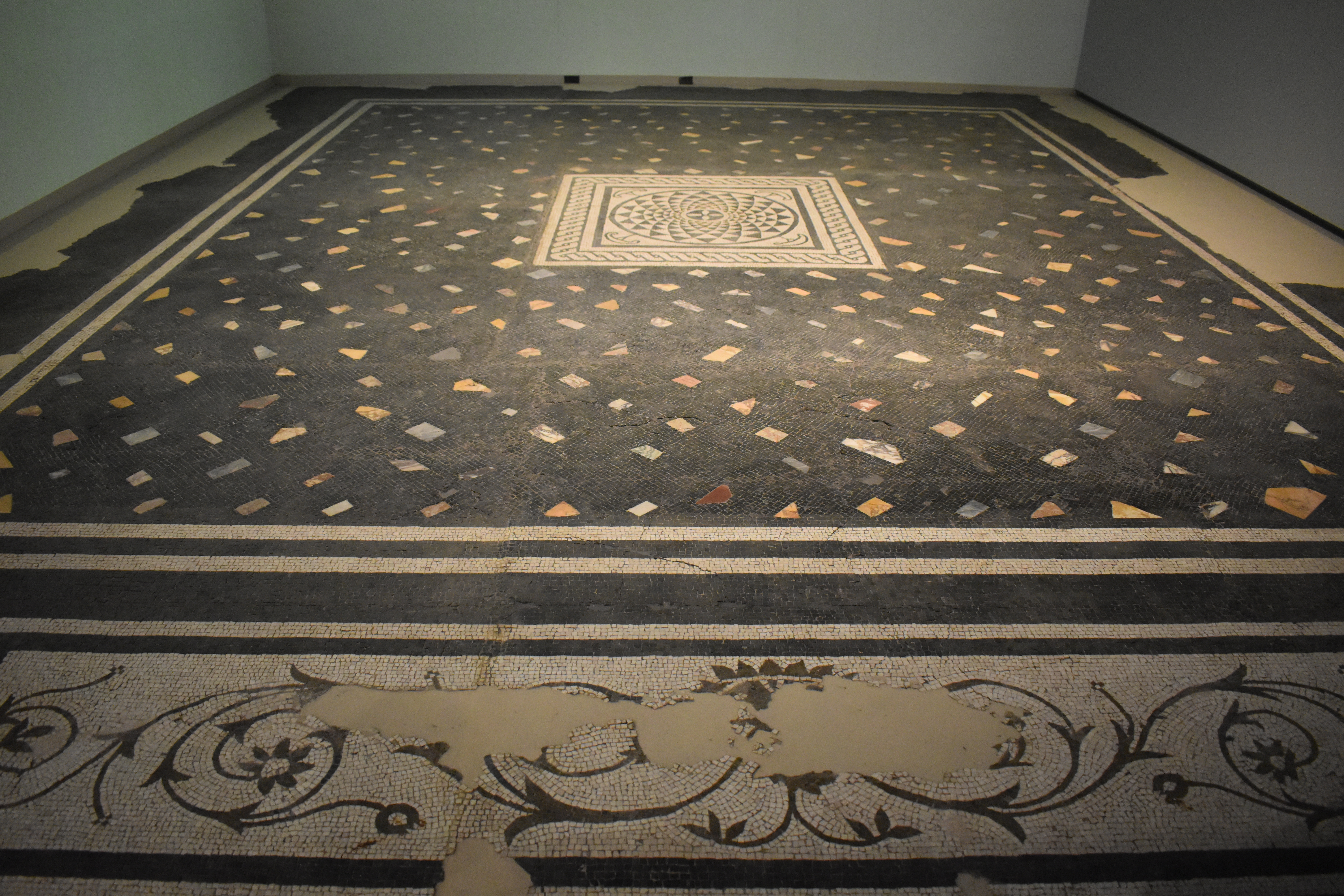
Mosaïque de la pièce D.

### La Maison au Grand Triclinium
La Maison III, appelée aussi Maison au Grand Triclinium, est construite dans la continuité de celle à Portiques, côté sud-est. Elle est construite sur une surface de 705 m2 (30 m x 23,5 m). Les éléments les plus récents datent de la fin du IIe siècle mais elle est bâtie sur une maison plus ancienne. Son nom vient de son triclinium de grande taille, d'une surface de 87 m2. Le nom du propriétaire est inconnu mais un petit autel votif portant le nom de Marcus Clodius Aestivo a été découvert entre ses murs.
Fin 2021, une partie du dallage du grand triclinium est restaurée grâce à un financement participatif à hauteur de 40 000 €.

Maison au Grand Triclinium
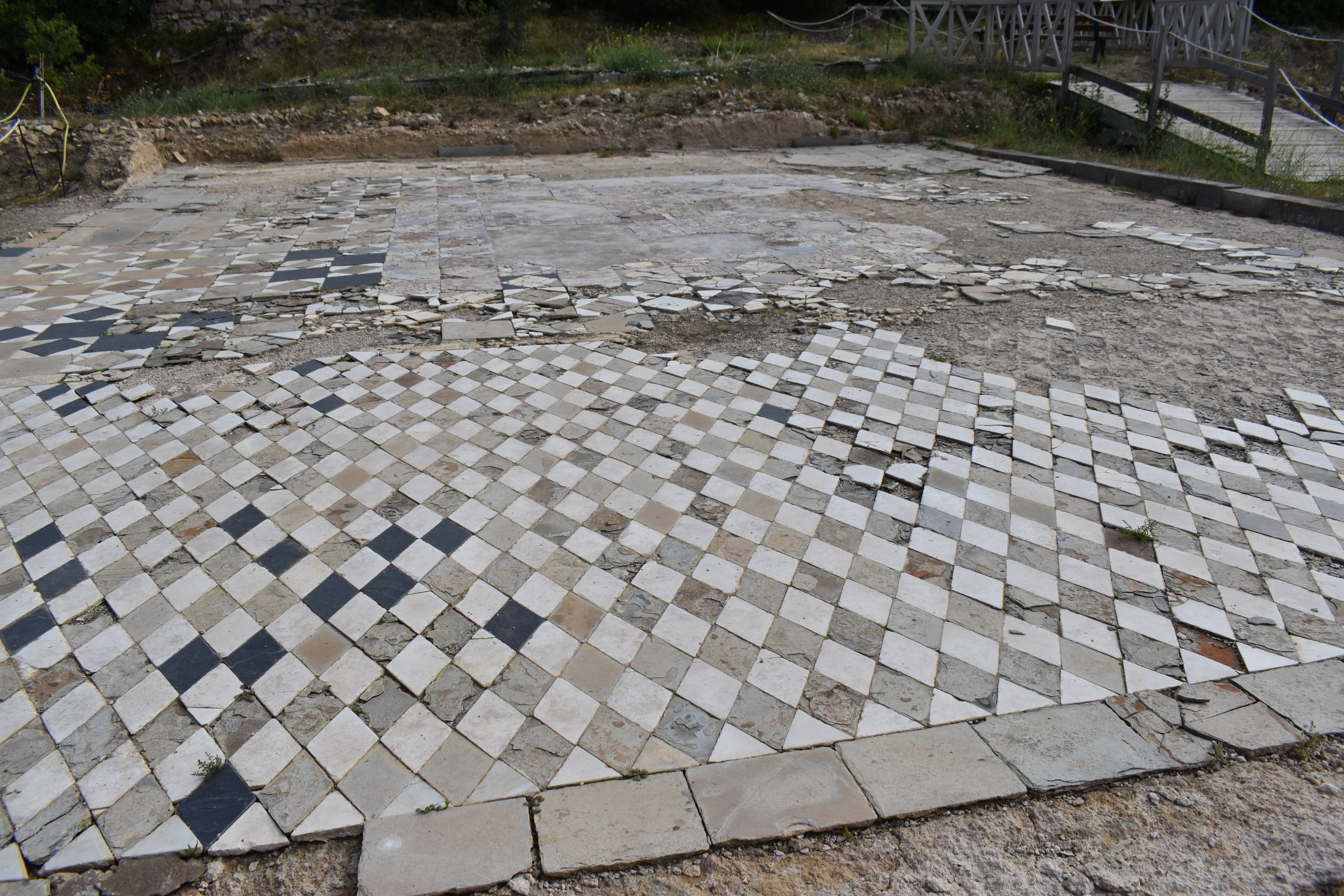
Sol du triclinium.
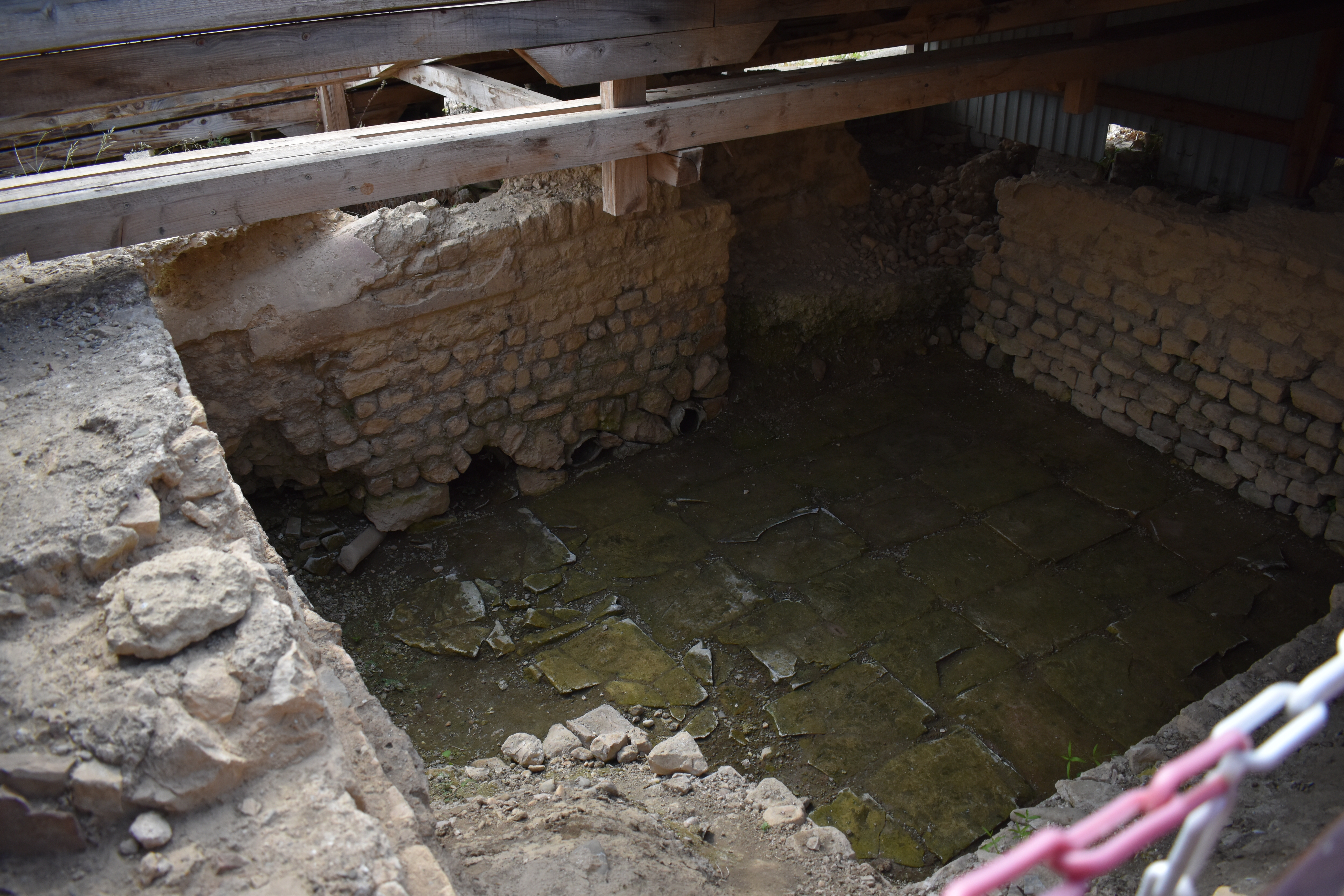
Ancien vivier, transformé plus tard en pièce.
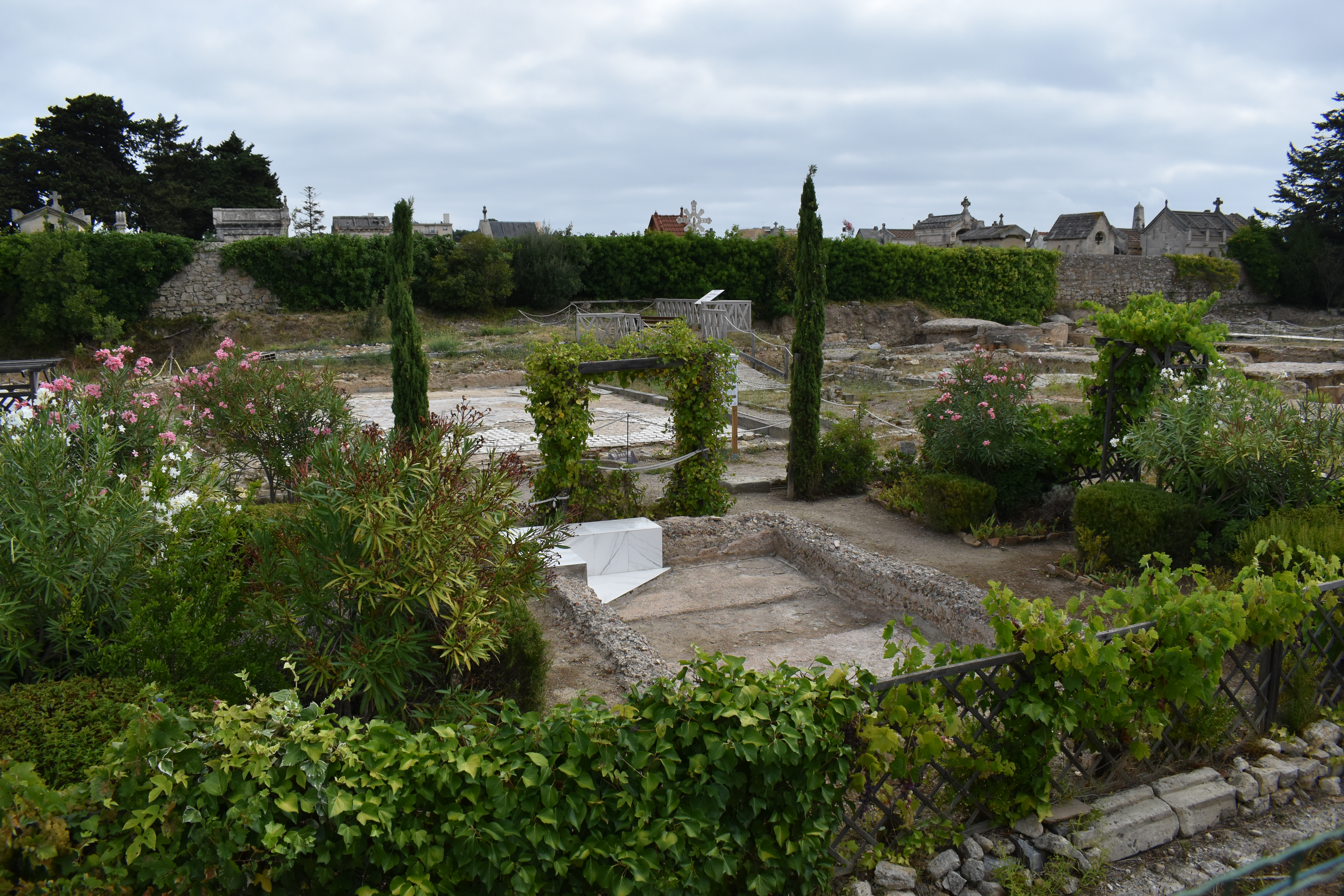
Jardin.
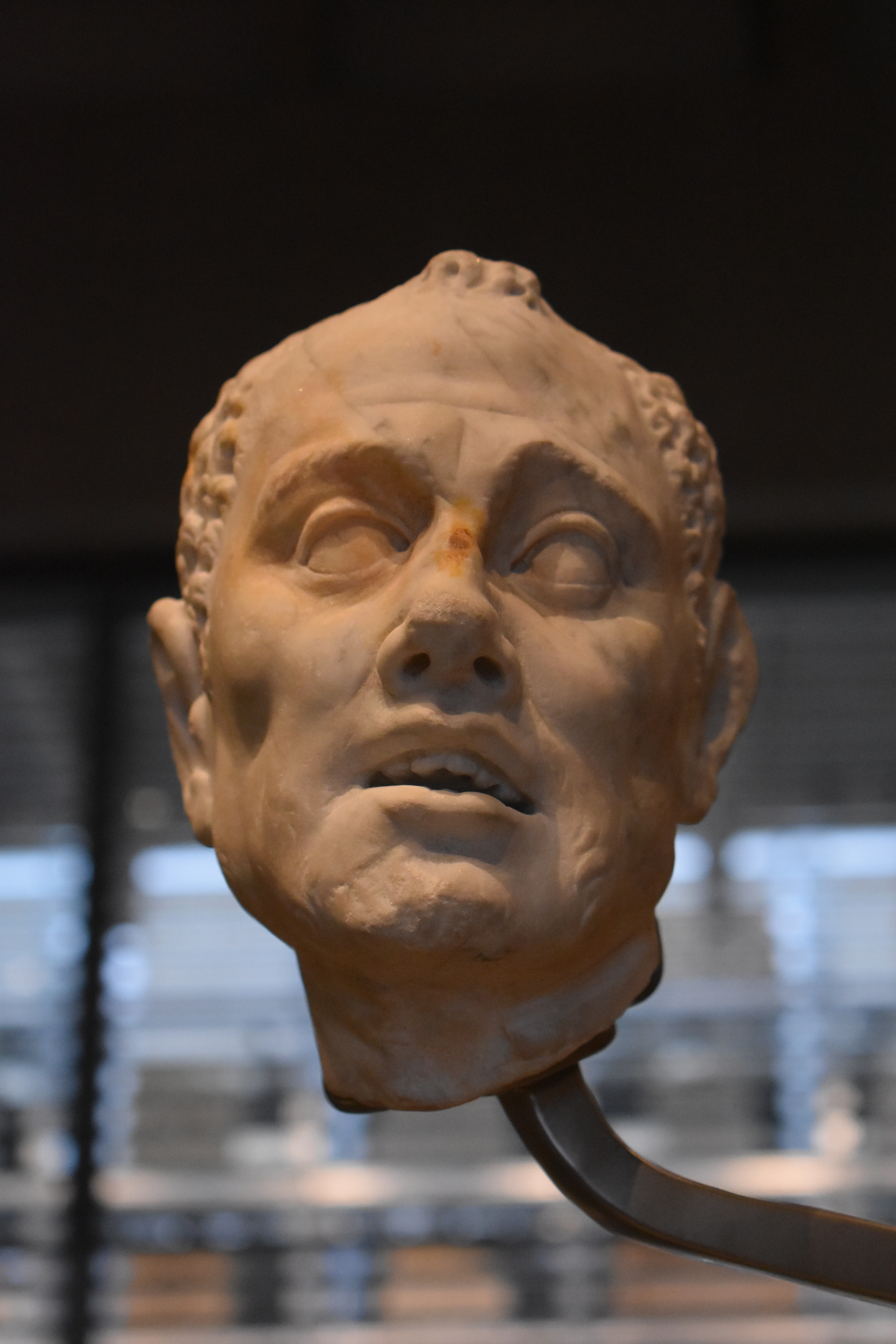
Fragment d'une statue retrouvée dans le puits de la domus.

### Thermes
Ces thermes de quartier datent du milieu du Ier siècle. Elles ne sont que partiellement visibles ; le reste du bâtiment étant sous le cimetière.
Tout comme les domus, elles sont abandonnées au IIIe siècle. Avec le développement du christianisme et la construction de la basilique, plusieurs salles, dont le frigidarium, semblent servir de refuge pour le culte païen. Plusieurs éléments de culte y sont découverts, dont un autel dédié à la déesse Isis.

Thermes
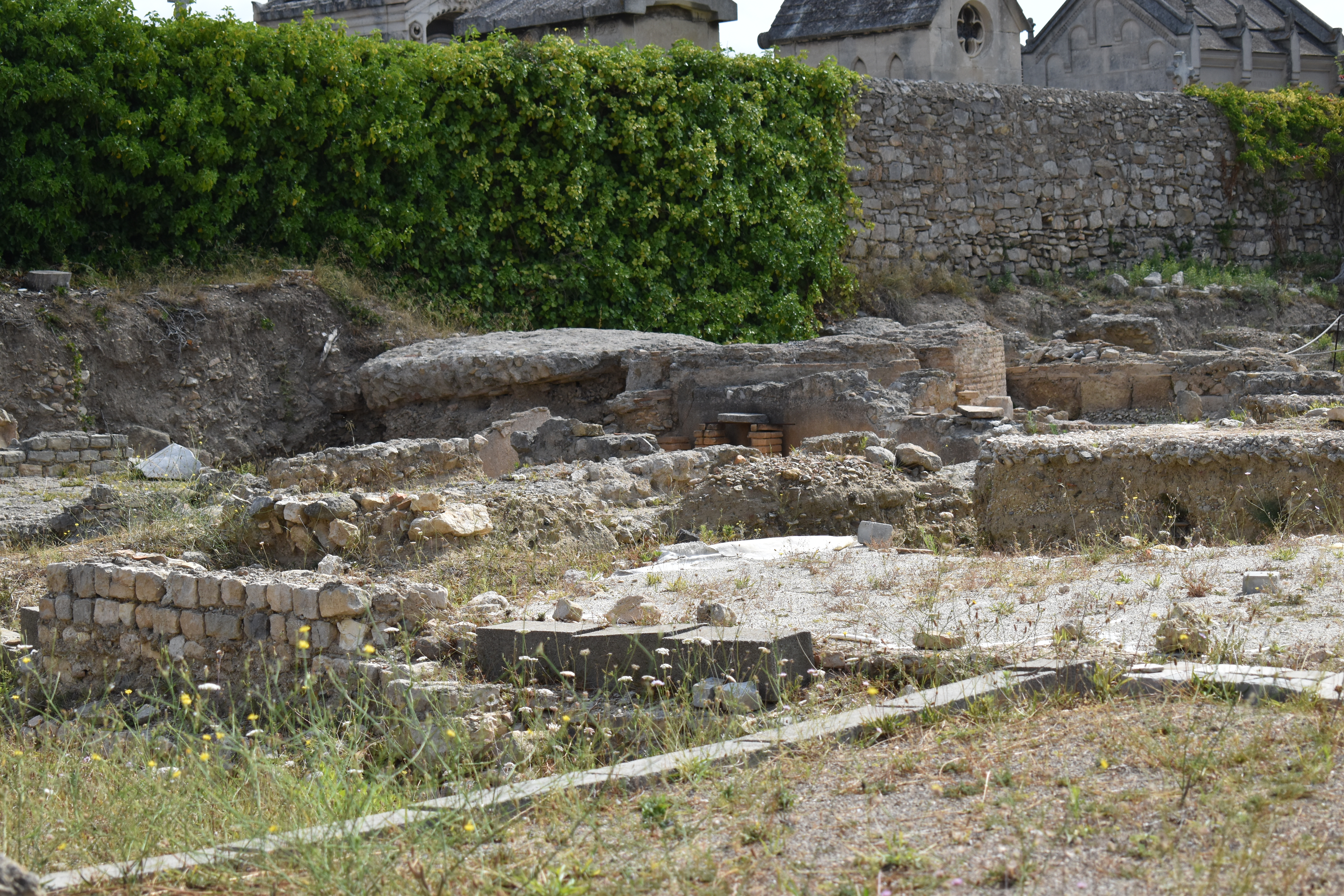
Thermes.
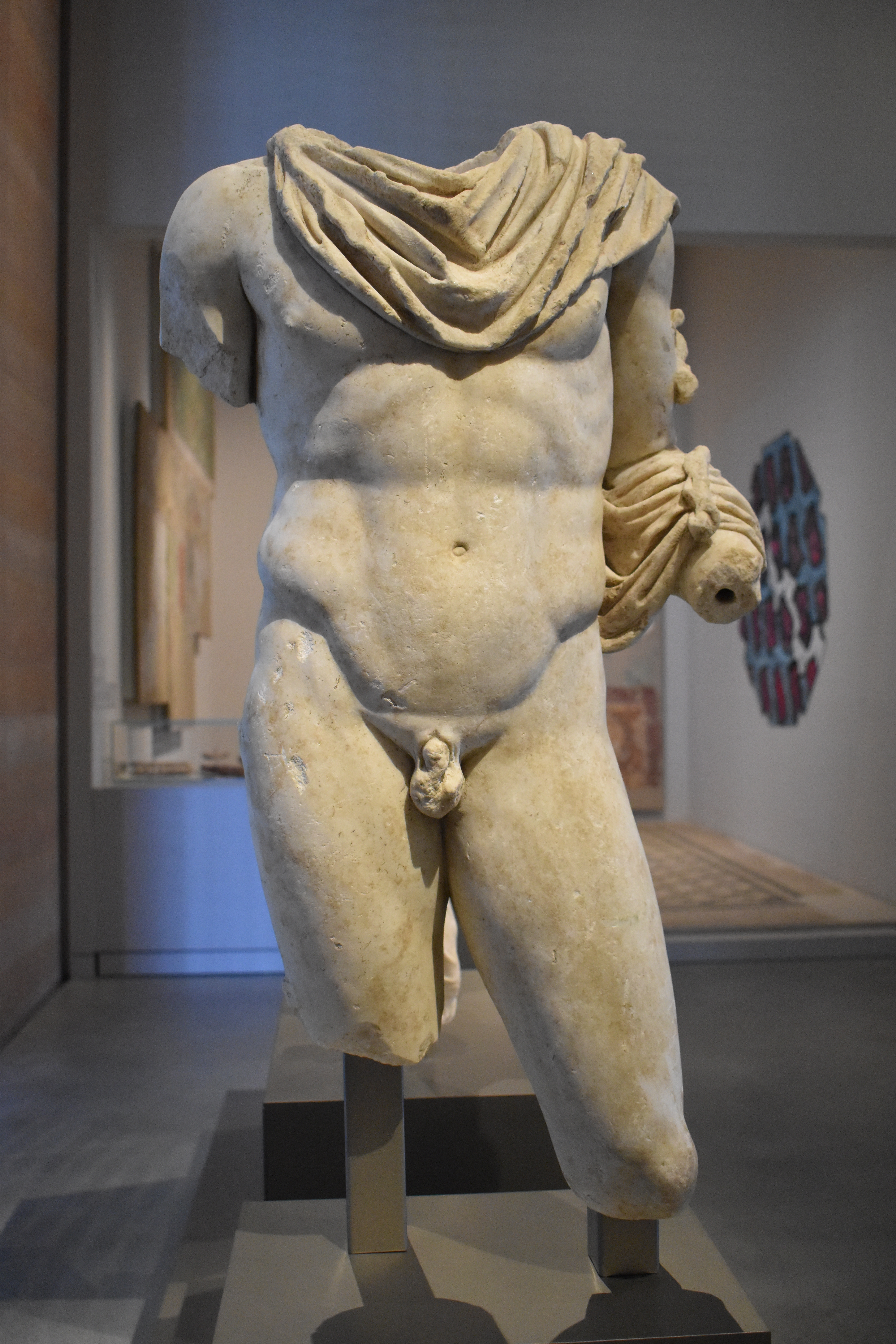
Statue de Mercure.
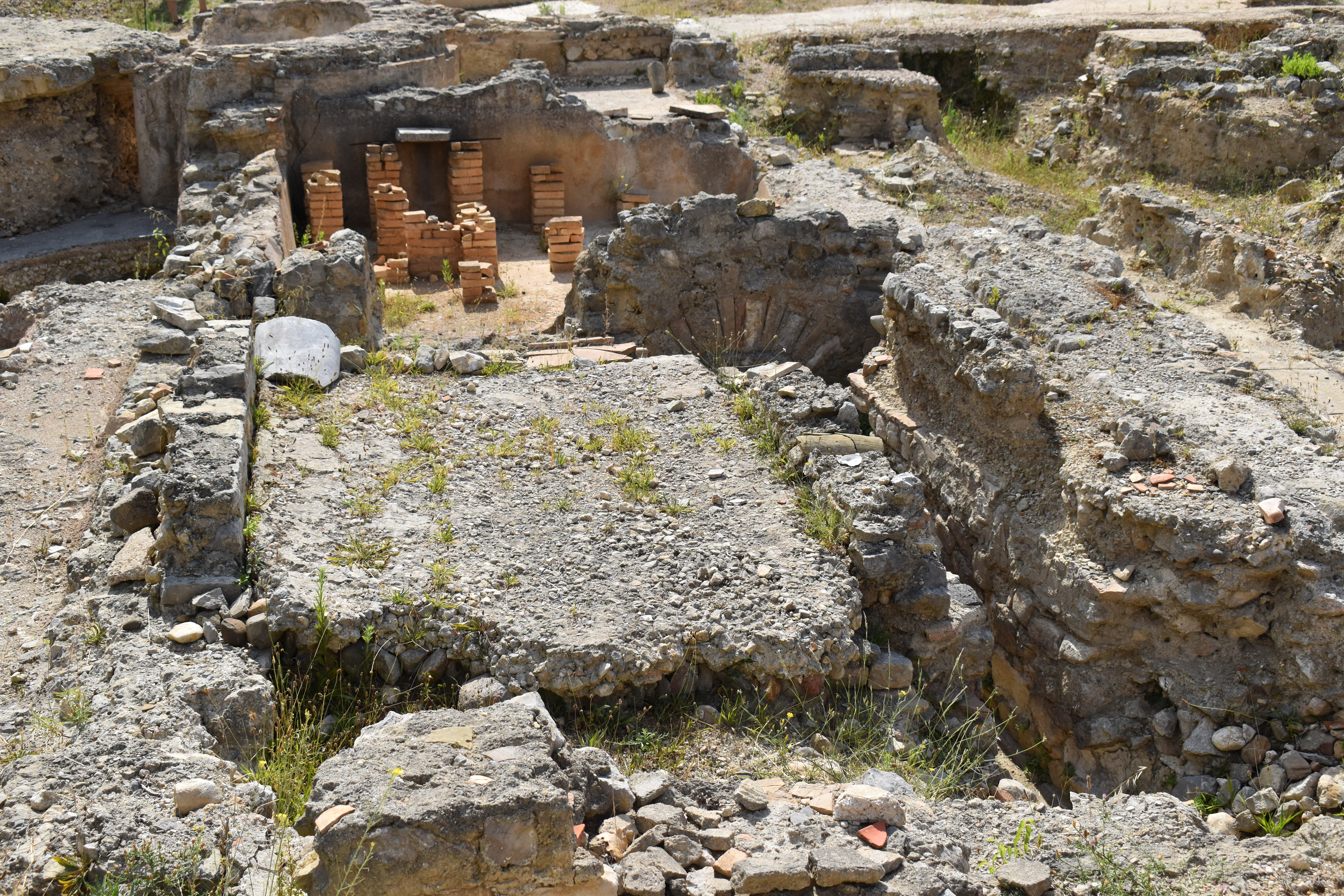
Thermes.
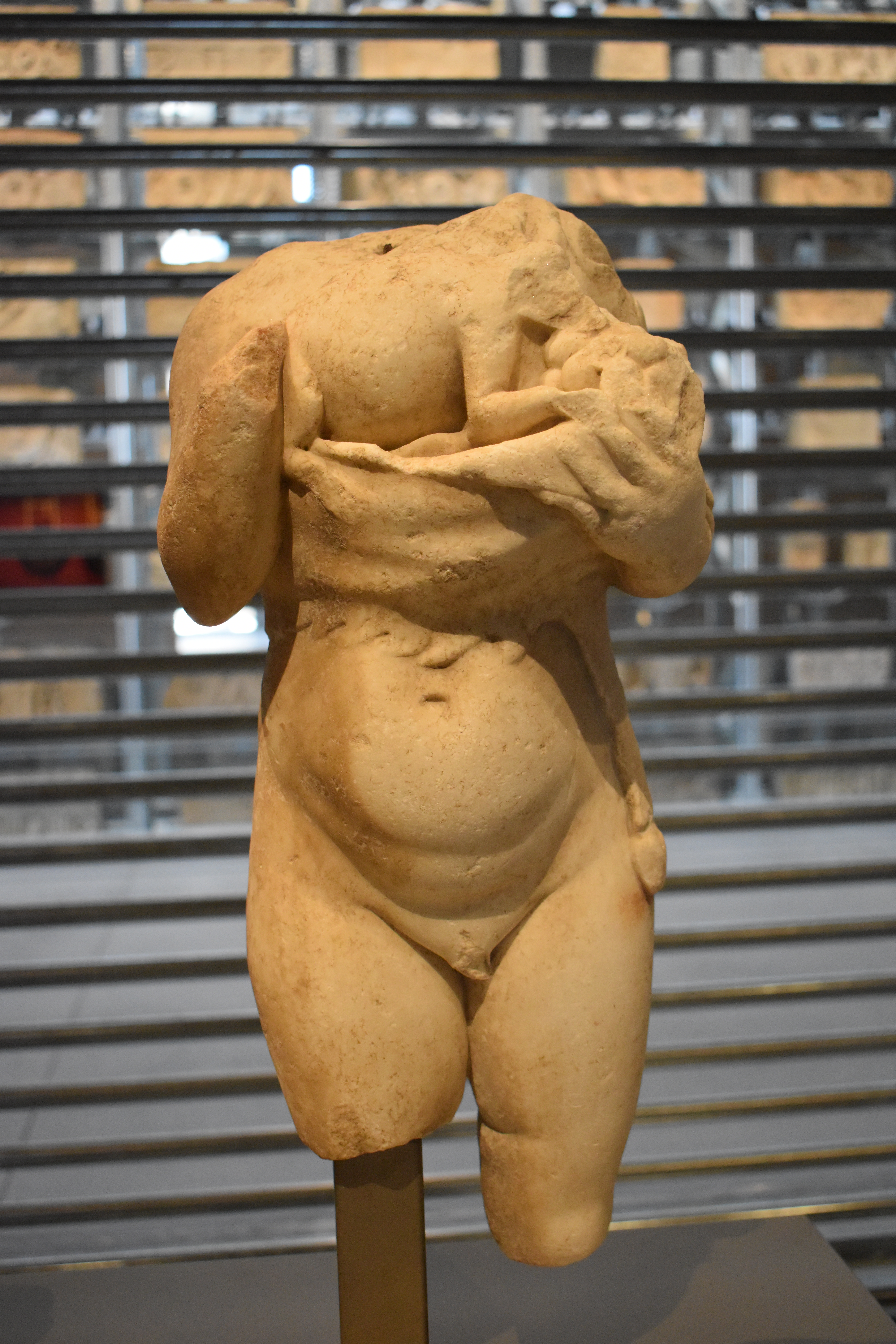
Statue de Bacchus enfant.

### Atelier de salaison
Un atelier de salaison et de fabrique de garum est présent côté sud des thermes. Il est abandonné pendant la deuxième moitié du Ier siècle.

### Basilique paléochrétienne
Construite à la fin du IVe siècle, elle mesure 27,5 m sur 13,7 m. Son architecture se rapproche des édifices de Syrie du nord. Située à l'extérieur des remparts protégeant la ville à cette époque, elle est abandonnée lors de la première moitié du Ve siècle.

Basilique
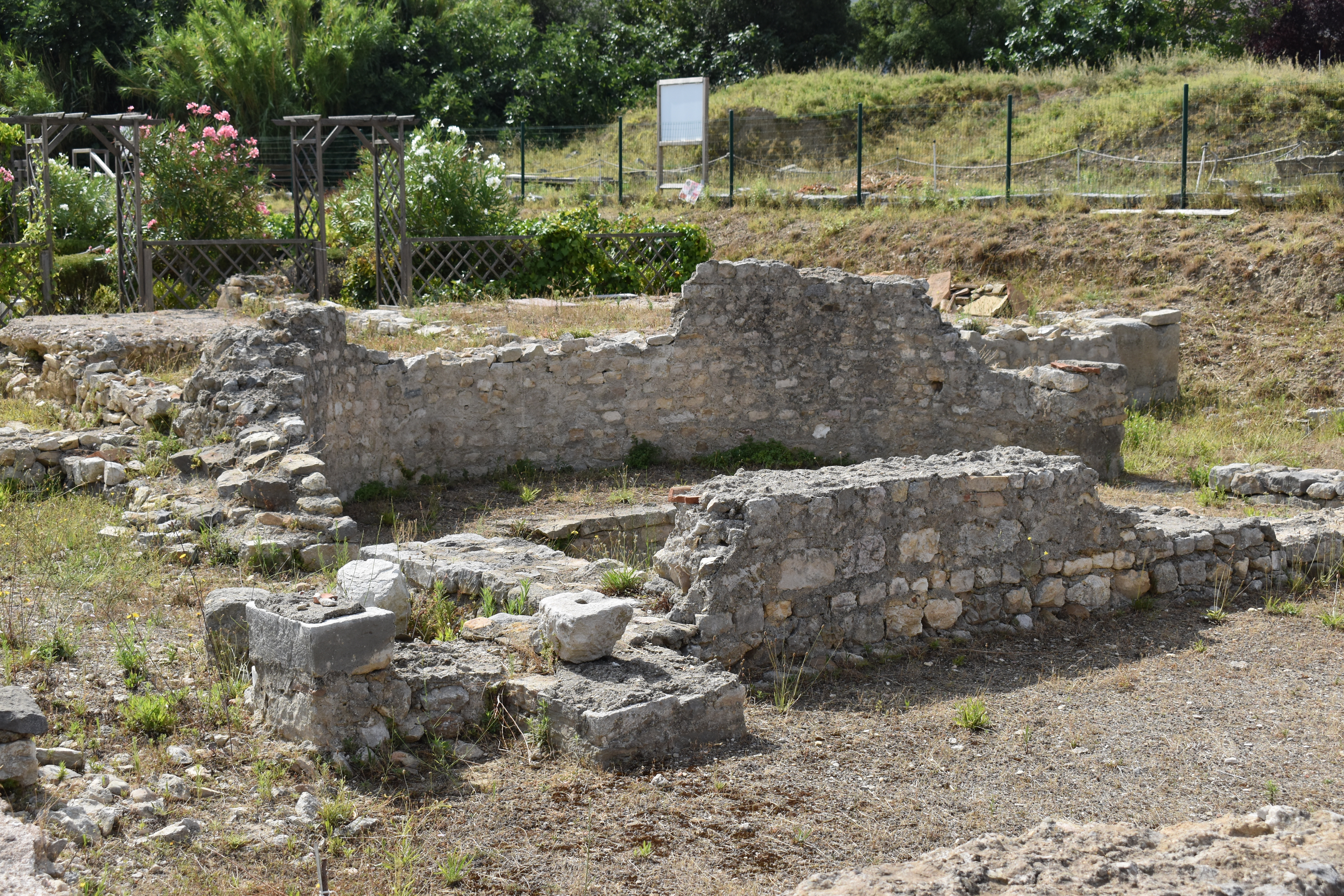
Abside de la basilique.
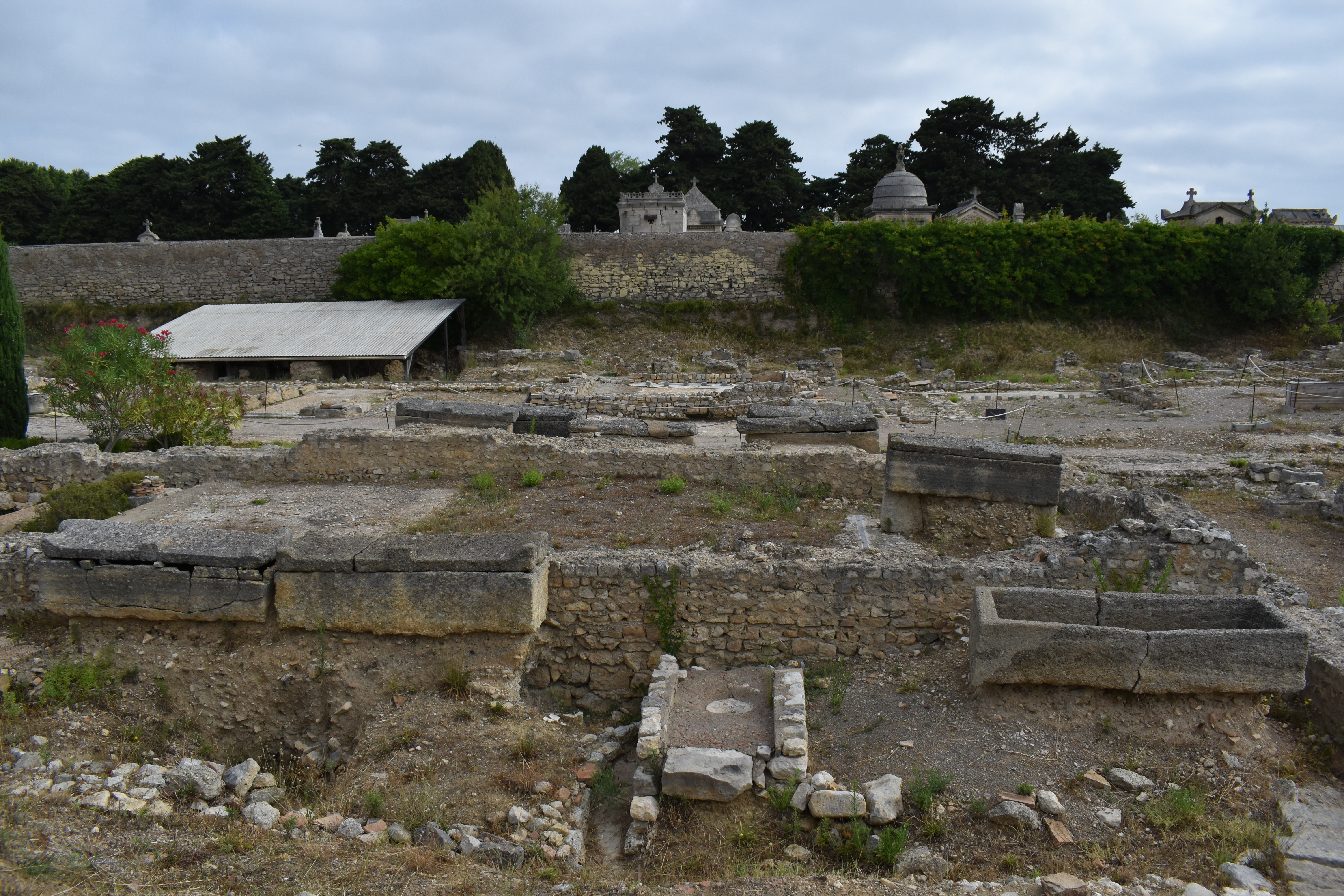
Site de la basilique et ses sarcophages.
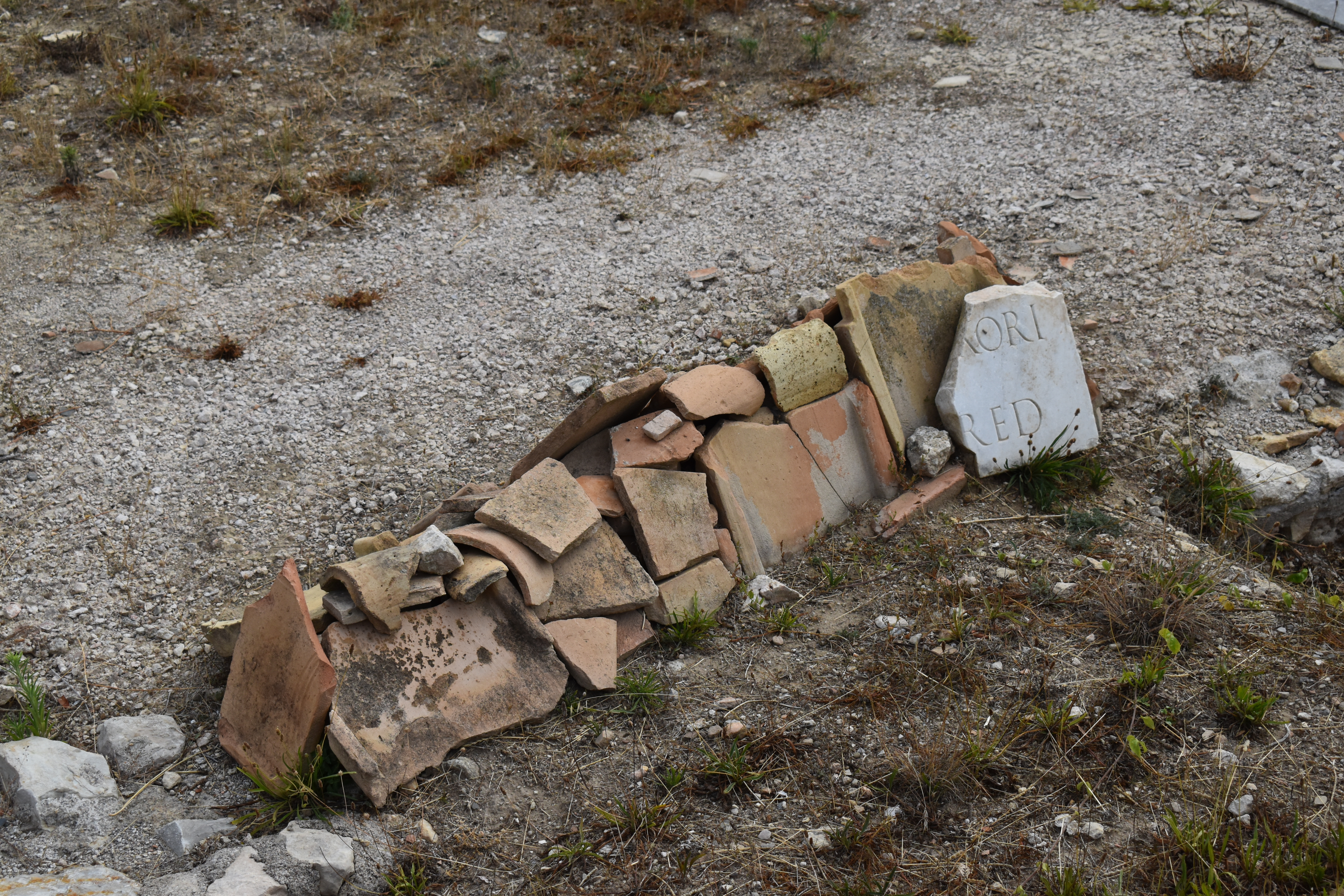
Tombe d'une adolescente.

### Reste du site

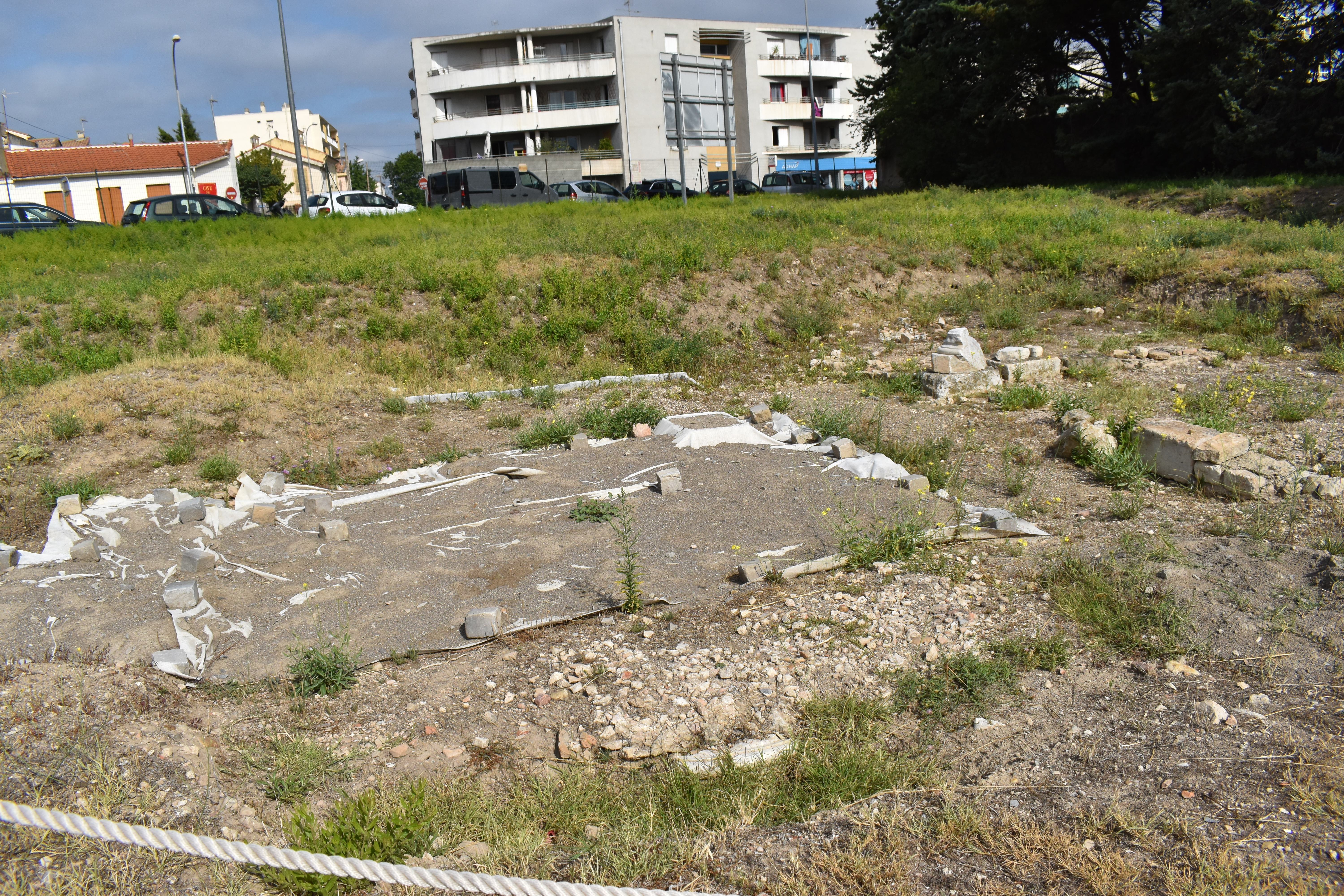
Îlot II : Maison II et sa mosaïque protégée par une bâche.

Le site n'a pas été entièrement fouillé. Quatre autres maisons sont connues ainsi qu'un atelier d'artisans.
L’îlot II, à l'ouest, n'a pas encore été fouillé. Le seul élément connu est la Maison II. Une mosaïque a été déterrée mais celle-ci est victime d'un vandalisme en mai 2023.
L'îlot III, au nord, est adossé au mur du cimetière. Une fullonica, atelier de textiles, datant du IIIe siècle est découverte. Lorsqu'il était en activité, les domus voisines étaient déjà abandonnées. Dans la continuité de l'îlot, deux autres domus sont découvertes (Maisons IV et VI). La Maison IV est richement décorée. Les bâtiments de cet îlot ne sont que partiellement accessibles, le site continuant sous le cimetière.

## Gestion et conservation
Le site appartient à l’État et les parcelles adjacentes à la commune de Narbonne. La commune gère le site après signature d'un bail emphytéotique en 1991.
En septembre 2010 est créée l'association « Les Amis du Clos de la Lombarde ». C'est l'association qui se charge de l'entretien et de l'animation du site. Ses membres accueillent les visiteurs deux jours par semaine en été (juillet-août) ; et ouvrent le site lors des journées du patrimoine (septembre) et de l'archéologie (juin).
Des inquiétudes ont été émises sur la conservation du site. Aucune protection n'existe contre les intempéries et le site a été victime de vandalisme à plusieurs reprises.
Les différents éléments découverts sur le site, notamment les ensembles de fresques et de mosaïques, étaient conservées et exposées au musée archéologique de Narbonne. En 2021, avec l'ouverture du nouveau musée consacré à la Narbonne antique, les éléments du Clos de la Lombarde sont transférés au musée de Narbo Via.

## Protection
Le site est classé au titre des monuments historiques depuis 2007.